# Jaskrawiec pierścieniowaty

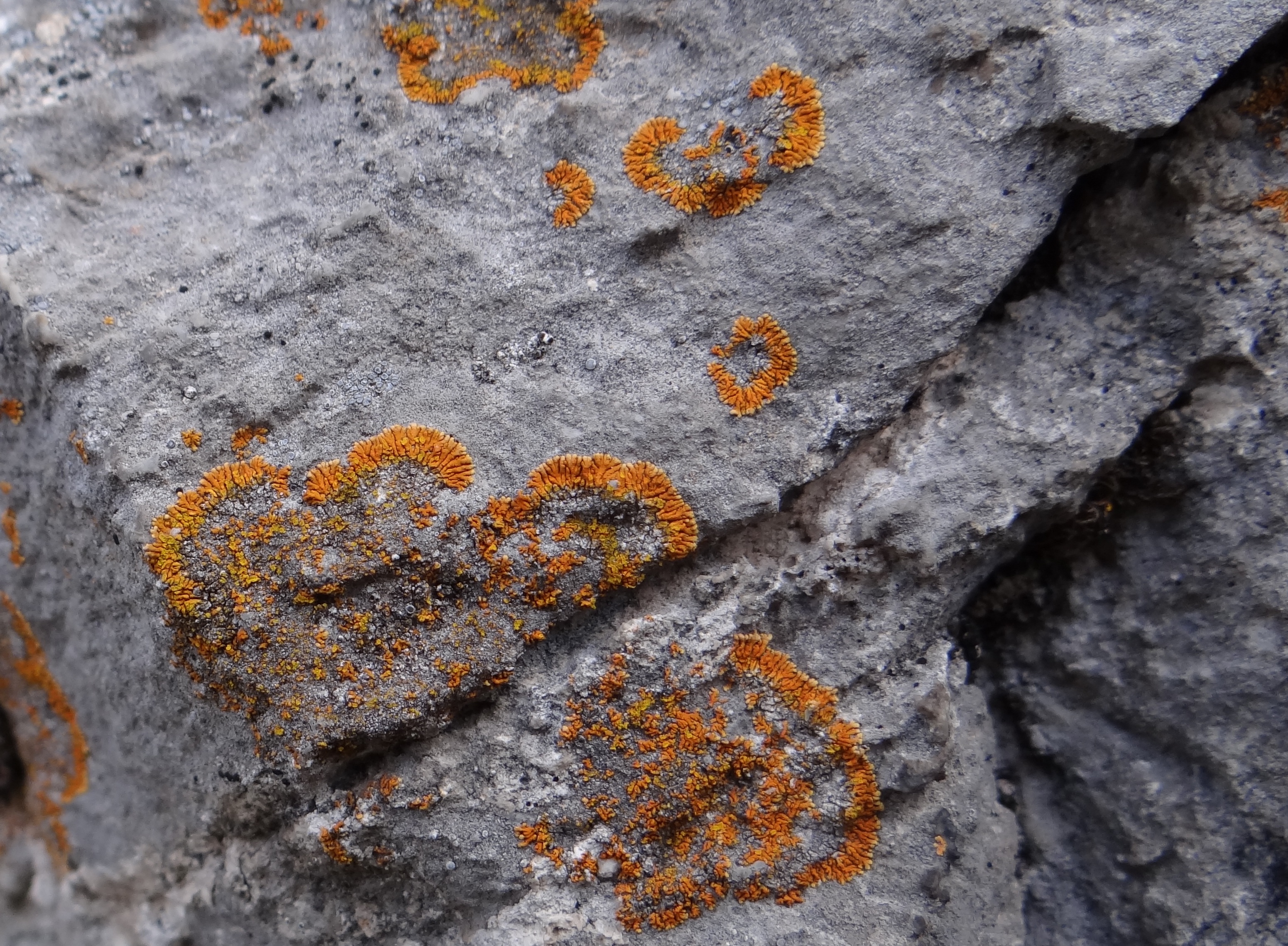
Kilka rozetek na pionowej skale

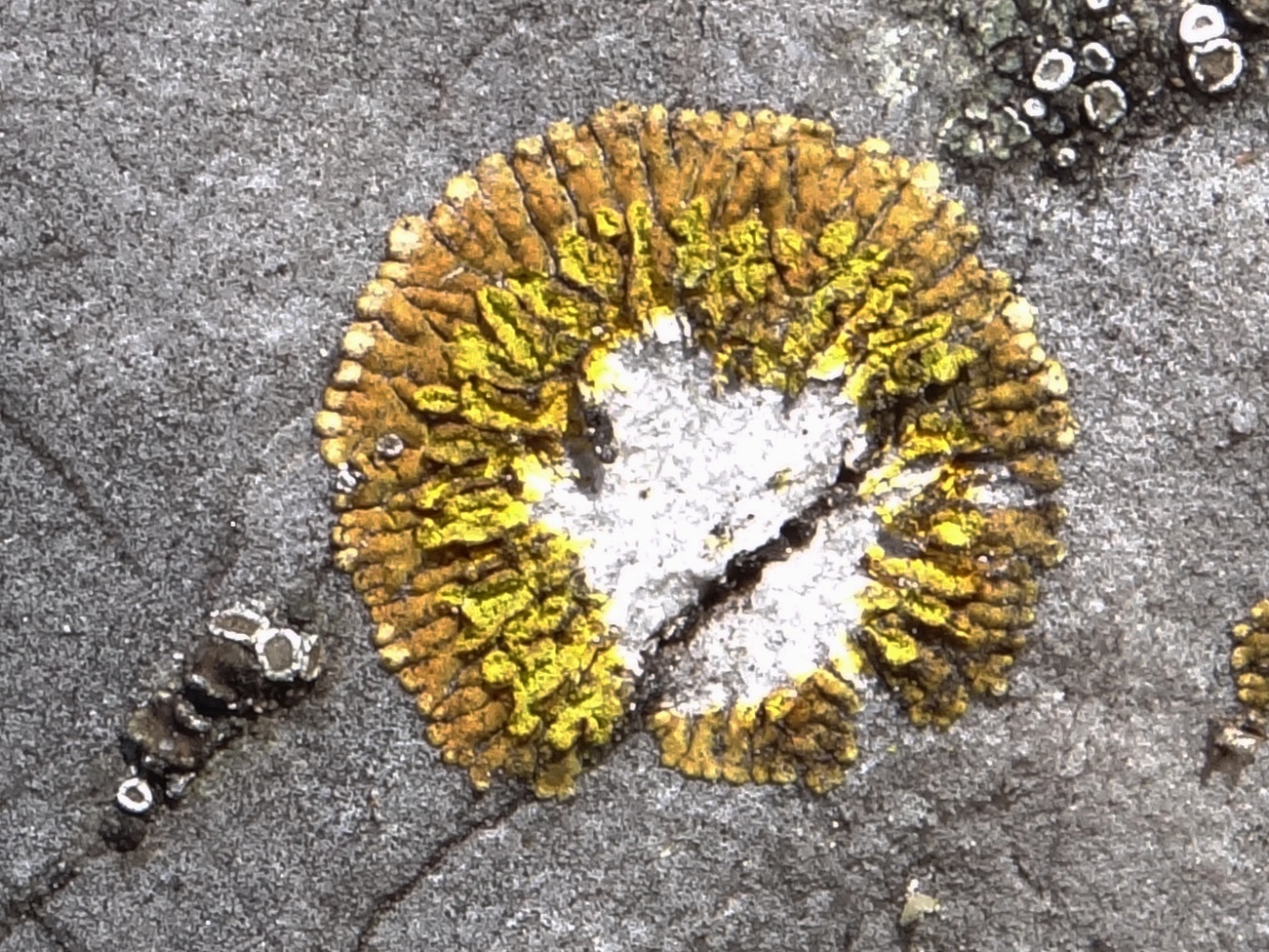

Jaskrawiec pierścieniowaty (Caloplaca cirrochroa (Ach.) Th. Fr.) – gatunek grzybów z rodziny złotorostowatych (Teloschistaceae). Ze względu na współżycie z glonami zaliczany jest do porostów.

## Systematyka i nazewnictwo
Pozycja w klasyfikacji według Index Fungorum: Caloplaca, Teloschistaceae, Teloschistales, Lecanoromycetidae, Lecanoromycetes, Pezizomycotina, Ascomycota, Fungi.
Po raz pierwszy takson ten zdiagnozował w roku 1814 Erik Acharius nadając mu nazwę Lecanora cirrochroa. Obecną, uznaną przez Index Fungorum nazwę nadał mu w roku 1871 Theodor Magnus Fries, przenosząc go do rodzaju Caloplaca. 
Niektóre synonimy:

- Amphiloma cirrochroum (Ach.) Körb. 1859
- Gasparrinia cirrochroa (Ach.) Stein 1879
- Lecanora cirrochroa Ach. 1814
- Physcia cirrochroa (Ach.) Arnold 1869
- Placodium cirrochroum (Ach.) Rabenh. 1856
- Xanthoria cirrochroa (Ach.) Zwackh 1864

Nazwa polska według Krytycznej listy porostów i grzybów naporostowych Polski. 

## Morfologia
Plecha z glonami protokokkoidalnymi tworząca rozetki lub nieregularna. Pojedyncza rozetka osiąga średnicę do 1 cm, ale często rozetki łączą się z sobą w większe grupy. Na obwodzie rozetki występują płaskie lub lekko wypukłe odcinki o średnicy do 0,5 mm. Są głęboko wcinane i mają poszerzone końce. Na plesze występują bardzo liczne, drobne, płatowate, o cytrynowożółtej barwie soralia, często jednak od środka odpadają, i dlatego plecha przybiera z czasem postać pierścieniowatą (w środku jest pusta). Górna powierzchnia plechy ma barwę od żółtej do żółtopomarańczowej i jest białawo przyprószona. Reakcje barwne: plecha i owocniki K+ purpurowe.
Apotecja lekanorowe mają średnicę do 0,5 mm, płaskie tarczki tej samej barwy co plecha i trwały, cienki brzeżek plechowy. Występują jednak bardzo rzadko. Powstające w nich askospory są dwukomórkowe, dwubiegunowe, bezbarwne i maja rozmiary 13–18 × 5–6 μm i przegrodę o grubości 2–3 μm. W przegrodzie jest kanalik. Hypotecjum i hymenium są bezbarwne, to ostatnie ma grubość około 80 μm. Izydia nie występują.

## Występowanie i siedlisko
Występuje na półkuli północnej, głównie w Ameryce Północnej i w Europie. Podano także jego występowanie w azjatyckiej części Rosji. Na północy jego zasięg sięga po północne wybrzeża Grenlandii. Z okolic równikowych znany jest tylko z gór Ekwadoru w Ameryce Południowej. W Polsce występuje tylko w górach i na wyżynach i jest tutaj dość częsty. Rośnie na skałach wapiennych i na wapnistych piaskowcach, głównie na powierzchniach pionowych.
W Polsce znajduje się na Czerwonej liście roślin i grzybów Polski. Ma status NT – bliskie zagrożenie wyginięciem w regionie.

## Gatunki podobne
- jaskrawiec zwodniczy (Caloplaca decipiens). Jest pospolity również na niżu. Czasami też tworzy formę pierścieniową, ale na plesze zazwyczaj występują apotecja[4],
- złotorost pyszny (Xanthoria elegans) występuje w takich samych siedliskach. Zawsze jednak ma liczne apotecja i tworzy dużo większe plechy o nieco inaczej zbudowanych odcinkach[4].